# 603
| [ Edytuj tabelę ]          |                                      |
| Cesarz Bizancjum           | - 602 Fokas 610                      |
| Cesarz Chin                | - 581 Sui Wendi 604                  |
| Król Essexu                | - 587 Sledda 604                     |
| Król Franków               | - 584 Chlotar II 629                 |
| Król Franków w Austrazji   | - 595 Teudebert II 612               |
| Cesarz Japonii             | - 592 Suiko 628                      |
| Król Kentu                 | - 560 Ethelbert I 616                |
| Patriarcha Konstantynopola | - 596 Cyriak II 606                  |
| Władca Korei               | - 590 Yŏngyang 618                   |
| Król Longobardów           | - 590 Agilulf 616                    |
| Papież                     | - 590 Grzegorz I 604                 |
| Król Persji                | - 590 Chosrow II Parwiz 628          |
| Król Wizygotów             | - 601 Liuwa II 603 - 603 Witeryk 610 |

Rok 603 / DCIII
stulecia: VI wiek ~
VII wiek ~
VIII wiek

lata: 593 «
598 «
599 «
600 «
601 «
602 «
603
» 604
» 605
» 606
» 607
» 608
» 613

## Wydarzenia
- Europa
  - Longobardowie przyjęli chrześcijaństwo
  - Bitwa pod Degsastan
  - Ostatnie pisemne wzmianki o istnieniu Senatu Rzymskiego

## Urodzili się
- K’inich Janaab’ Pakal, władca Palenque